# サワフタギ
サワフタギ（沢蓋木、学名: Symplocos sawafutagi）はハイノキ科ハイノキ属の落葉低木。別名、ルリミノウシコロシ、ニシゴリ。有毒植物。

## 名称
和名「サワフタギ」の由来は、沢をふさぐように茂ることによる。別名「ニシゴリ」は錦織木（にしきおりぎ）の意味で、材の灰汁を紫染めの媒染剤に用いたことによる。また、実の姿がカマツカ（別名ウシコロシ）に似ることから、別名で「ルリミノウシコロシ」ともよばれている。

## 分布と生育環境
日本、朝鮮半島、中国の東アジア地域に分布し、日本では北海道、本州、四国、九州に分布する。山野に生え、山地に生え、沢や湿地などの湿り気のある場所に生育する。

## 特徴
落葉広葉樹の低木から小高木で、樹高は2–6メートル (m) になる。枝を横に広げる樹形になる。枝は灰褐色でよく分枝し、樹皮が縦に細く浅裂する。老木の樹皮は、裂け目が深く割れてくる。若木の樹皮の表面は滑らか。一年枝は細く、灰褐色で毛がある。
葉は単葉で互生し、葉身は倒卵形から楕円形で先端は急に短く尖って、基部は楔状に細くなり、長さ4–8センチメートル (cm) 、幅2–3.5 cm。葉柄は長さ3–8ミリメートル (mm) になる。葉の表面にはまばらに圧毛があってザラザラし、裏面の葉脈に毛が生え、縁には先が内曲した細鋸歯がある。
花期は5–6月。本年枝の先端に円錐花序を出して、白い花を多数咲かせる。花は径7–8 mmの白色で、花冠は5深裂する。雄蕊は多数つき、花冠より長い。雌蕊は1個。
果期は9–10月。果実は核果で、ゆがんだ卵形で長さ6–7 mmになり、熟すと藍色がかった鮮やかな瑠璃色になる。落葉後も果実は枝に残り、冬には果序の細い枝が残る。
冬芽は枝の先端に仮頂芽がつき、枝に側芽が互生する。冬芽は円錐形で小さく、芽鱗6–8枚に包まれており、枝とほぼ同色。葉痕は三日月形で、維管束痕が1個ある。
- 雄蕊は花冠より長い。
- 果実

## 利用
材は器具材や細工物に用いられ、燃やした後の灰は媒染剤になる。

## 分類
本種の属するハイノキ科はかつてビワモドキ亜綱 Dilleniidae カキノキ目 Ebenales であったが、分子系統解析の結果、ツツジ目とされた。

### 品種、変種
- シロミノサワフタギ Symplocos sawafutagi Nagam. f. leucocarpa (Nakai) -果実が白く熟す。
- オクノサワフタギ Symplocos sawafutagi Nagam. var. terrae-nivosae Baba -本州の日本海側に分布し、葉に毛がない。